# Der Honigtropfen

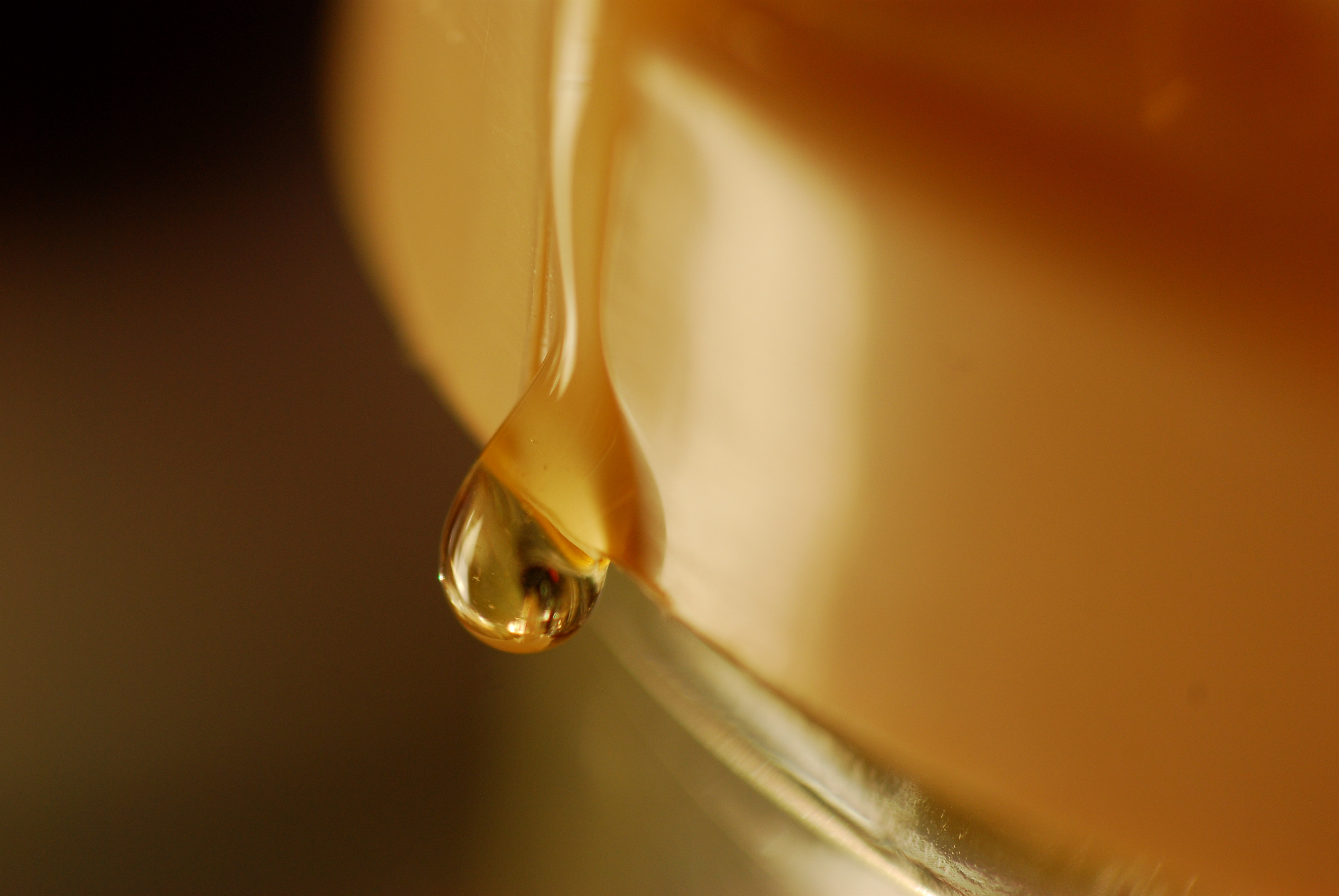
Der verhängnisvolle Honigtropfen

Der Honigtropfen ist eine der Geschichten aus Tausendundeiner Nacht. In der Arabian Nights Encyclopedia wird sie als ANE 189 gelistet. Sie ist eine Binnengeschichte der größeren Erzählung Die List und Tücke der Frauen (ANE 181).
Die Anekdote beschreibt eine Eskalationsspirale.

## Handlung
Ein Jägersmann pflegte in die Steppe zur Jagd auszuziehen. Eines Tages fand er ein Loch voll Bienenhonig, schöpfte davon etwas mit einem Schlauch ab, kehrte damit in die Stadt zurück und verkaufte den Honig an einen Ölhändler. Als er den Schlauch übergab, fiel ein Tropfen auf den Boden. Nun sammelten sich die Fliegen um den Tropfen, auf die sich ein Vogel hinabstürzte, der wiederum von der Katze des Ölhändlers gejagt wurde, auf die sich wiederum der Hund des Jägers stürzte und die Katze totbiss. Da schlug der Ölhändler den Hund tot und der Jäger wiederum den Ölhändler. Nun gehörten der Ölhändler und der Jäger aber zwei verschiedenen Dörfern an und auch deren Bewohner gingen mit Waffen aufeinander los, bis man die Zahl der Toten kaum noch zählen konnte.

## Hintergrund
Die Geschichte findet sich unter anderem in der Kalkutta-II-Edition, die Richard Francis Burton und Enno Littmann für ihre Übersetzungen nutzten.

## Ausgaben
- Enno Littmann: Die Erzählungen aus den tausendundein Nächten, Insel Verlag, Frankfurt 1968 (Erstausgabe 1922–1928), 6 Bände (Kalkutta-II-Edition), Band 4, S. 278f.